# Mandung (Wedung)
Mandung is een bestuurslaag in het regentschap Demak van de provincie Midden-Java, Indonesië. Mandung telt 1448 inwoners (volkstelling 2010).